# Grosse Pointe (série télévisée)
Pour les communes de l'État du Michigan, voir Grosse Pointe.
Grosse Pointe  est une série télévisée américaine en dix-sept épisodes de 22 minutes créée par Darren Star et diffusée du 22 septembre 2000 au 18 février 2001 sur The WB.
En France, la série a été diffusée à partir du 19 septembre 2001 sur France 2. Elle reste inédite dans les autres pays francophones.

## Distribution

### Acteurs principaux
- Irene Molloy (en) (VF : Ninou Fratellini) : Hunter Fallow
- Lindsay Sloane (VF : Magali Barney) : Marcy Sternfeld
- Al Santos (VF : Jérôme Pauwels) : Johnny Bishop
- Bonnie Somerville (VF : Laura Préjean) : Courtney Scott
- Kohl Sudduth (en) (VF : Tanguy Goasdoué) : Quentin King
- Kyle Howard (en) (VF : Alexis Victor) : Dave May
- William Ragsdale (VF : Denis Boileau) : Rob Fields

### Acteurs récurrents et invités
- Nat Faxon (VF : Adrien Antoine) : Kevin
- Joely Fisher (VF : Danièle Douet) : Hope Lustig
- Michael Hitchcock (VF : Jean-Claude Robbe) : Richard Towers
- Merrin Dungey (VF : Ariane Deviègue) : Joan
- Nina Cho (VF : Adeline Moreau) : Jacqueline
- Shannon Cochran (VF : Catherine Artigala) : la mère de Julie
- Sarah Michelle Gellar (VF : Claire Guyot) : elle-même

- Version française
  - Société de doublage : Dubbing Brothers[1],[2]
  - Direction artistique : Thierry Wermuth[1],[2]

 Source et légende : version française (VF) sur RS Doublage et Doublage Séries Database

## Épisodes
1. La Timbale des débutantes (Pilot)
2. Toutes des voleuses (A Night at the Gashole)
3. Ni des lèvres ni des dents (Prelude to a Kiss)
4. La Diablesse en robe bleue (Devil in a Blue Dress)
5. Des vampires… en pire (Halloween)
6. Chère maman (Mommy Dearest)
7. Coucher avec l'ennemie (Sleeping with the Enemy)
8. Parcours initiatique (Satisfaction)
9. Une journée avec Johnny (Boys on the Side)
10. Poupée de soap (Puppet Master)
11. La Guerre des étoiles (Star Wars)
12. À quel sein se vouer (Barenaked in America)
13. Secrets et mensonges (Secrets & Lies)
14. La Fin d'un mythe (The End of the Affair)
15. Abstinence (Opposite of Sex)
16. Haine et Passion (Passion Fish)
17. Le Mariage de ma meilleure amie (My Best Friend's Wedding)